# Yvonne Choquet-Bruhat
  Yvonne Choquet-Bruhat    (Lilla, 29 de desembre de 1923 - Merinhac, 11 de febrer de 2025) era una matemàtica, física i professora universitària francesa.
El seu treball es troba a la frontera de les matemàtiques i la física i se centra sobretot en les matemàtiques de la teoria de la relativitat general d'Albert Einstein. Va fer contribucions fornamentals a l'estudi de la relativitat general, per haver proporcionat la primera prova matemàtica de l'existència de solucions a les equacions d'Einstein, donades unes condicions inicials. Més en concret, va demostrar l'existència local i la unicitat de la solució de les equacions d'Einstein per la geometria de l'espai-temps quadridimensional, donades unes condicions inicials en una hipersuperfície espacial de 3 dimensions. El seu treball és fonamental per a les solucions d'ones gravitacionals que han sigut detectades.
Posseïdora de nombrosos premis matemàtics i decoracions honorífiques, va ser la primera dona elegida per a l'Acadèmia de Ciències de França el 1979.
Nascuda en una família d'intel·lectuals francesos, era filla de Berthe Hubert Bruhat, professora de filosofia, i de Georges Bruhat, un destacat professor de física a la Facultat de Ciències de París. El germà de Choquet-Bruhat era el matemàtic François Bruhat. Per la seva banda, Yvonne Choquet-Bruhat va tenir una filla, Michelle, amb el seu primer marit, Léonce Fourès. Més tard es va casar amb Gustave Choquet i van tenir amb ell dos fills, Geneviève i Daniel.
Després dels estudis de batxillerat el 1941, del 1943 al 1946, va ser estudiant a  l'École normale supérieure de jeunes filles  (ENSJF) de Sèvres, on va assistir a les lliçons dels matemàtics Georges Darmois, Jean Leray i André Lichnerowicz. El 1946 va començar la seva carrera docent com a assistent docent a l'Ecole Normale Superieure el 1946. Entre 1949 i 1951 fou ajudant de recerca al Centre Nacional de la Recerca Científica (CNRS). El 1951 es doctorà en Ciències. Entre 1951 i 1952, exercí com a investigador a l'Institut d'Estudis Avançats de Princeton, entre 1953 i 1958 a la  Université de Reims , des del 1960 com a professora titular a la Faculté des sciences de Marseilles, entre 1953 i 1959 com a professora a la Faculté des Sciences de Paris, i també ha estat professora i, posteriorent, professora emèrita de la Université Pierre-et-Marie-Curie a París.
Durant la seva carrera, Choquet-Bruhat ha rebut molts honors i va establir una reputació internacional. Va ser elegida a l'Acadèmia de Ciències francesa el 1979 i a l'Acadèmia Arnericana de les Arts i les Ciències el 1985. Ha estat membre del Comite International de Relativite Generale et Gravitation des de 1965 i va exercir de presidenta de 1980 a 1983. Ella. té tres fills, dues filles i un fill.
Fou àmpliament reconeguda tant a França com arreu del món com a autora de treballs científics, havent publicat més de 200 treballs i tres grans llibres de recerca, i havent participat en diverses conferències i convidats a congressos nacionals i internacionals.
Yvonne Choquet-Bruhat va ser elegida membre corresponent de l'Acadèmia Francesa de les Ciències el 1978, i el 1979 es va convertir en la primera dona membre completa - ad vitam æternam! De 1980 a 1983, va ser presidenta del Comitè Internacional de Relativitat General i Gravitació. El 1985, va ser elegida a l'Acadèmia Americana de les Arts i les Ciències. També és membre de la Societat Matemàtica de Moscou. El 2006, Yvonne Choquet-Bruhat va pronunciar l'Emmy Noether Lecture sobre el tema "Problemes matemàtics en la relativitat general" al Congrés Internacional de Matemàtics de Madrid (també va impartir la lliçó Emmy Noether el 1986).

## Reconeixements[2][3]
- Medalla de Plata del CNRS (1958)
- Premi Henri-de-Parville de l'Acadèmia Francesa de les Ciències (1963)
- Premi Dannie Heineman de física, compartit amb James York (2003)
- Comandant de l'Orde nacional de la Legió d'Honor (1997)
- Grand Officer de l'Orde nacional de la Legió d'Honor (2008)
- Grand Cross de l'Orde nacional de la Legió d'Honor (2015)